# Тераторнис Мерриама
Терато́рнис Мерриа́ма (лат. Teratornis merriami) — вымерший вид хищных птиц из семейства Teratornithidae, единственный в роде Teratornis. Обитал в Северной Америке в эпоху плейстоцена. Птицы имели огромные размеры: размах крыльев от 3,5 метров, масса около 15 кг. Размах крыльев превышает таковой у андского кондора, а по массе тераторнис Мерриама почти в два раза тяжелее калифорнийского кондора. Близкий род Aiolornis, ранее входивший в род Teratornis, включал более крупных птиц (Aiolornis incredibilis), существовавших в более раннее время.
Вид назван в честь американского палеонтолога Джона К. Мерриама (1869—1945), известного своими исследованиями четвертичной фауны Калифорнии.

## Описание

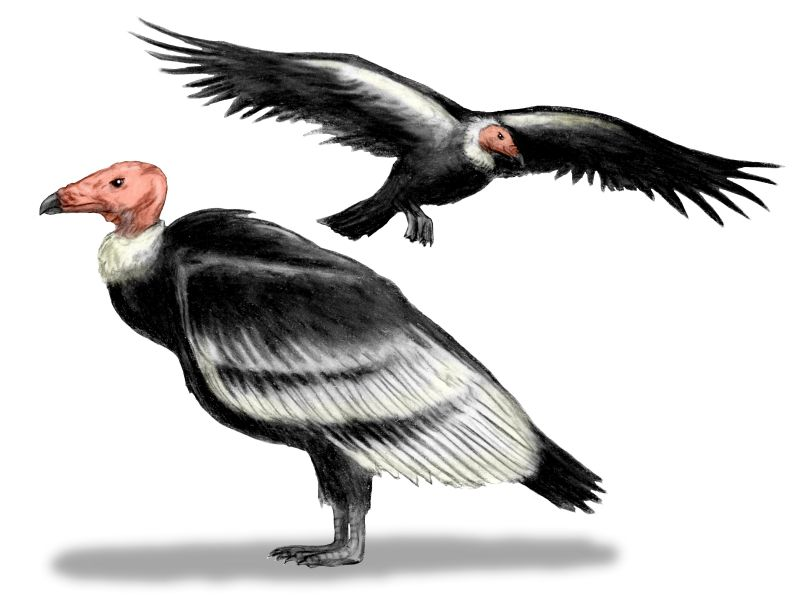
Реконструкция внешнего вида

Большое количество фоссилий и субфоссилий этого вида, относящихся более чем к 100 особям, обнаружено в местонахождениях Калифорнии, южной Невады, Аризоны и Флориды. Самое крупное местонахождение — Ла-Брея в Калифорнии. Все находки, кроме одной, датируются как позднеплейстоценовые. Наиболее поздняя имеет возраст, датируемый плейстоцен-голоценовой границей. Неполный скелет тераторниса, найденный в Лэйси Шелл Пит около Шарлотт-Харбор (Флорида), относится к раннему плейстоцену и, возможно, представляет другой вид или подвид.
В крыле тераторниса конечные кости («пальцы») сросшиеся, однако часть большого пальца формирует выступ, способствующий прикреплению длинных и прочных, первичных маховых перьев, с помощью которых птица могла использовать восходящие токи воздуха. Тераторнис Мерриама мог взлетать с места без разбега, просто подпрыгнув. Ноги были очень похожи на таковые у андского кондора, но крепче. Тераторнис был способен удерживать ими добычу, отрывая куски, но не мог сильно захватывать жертву, как другие соколообразные.

## Экология и вымирание

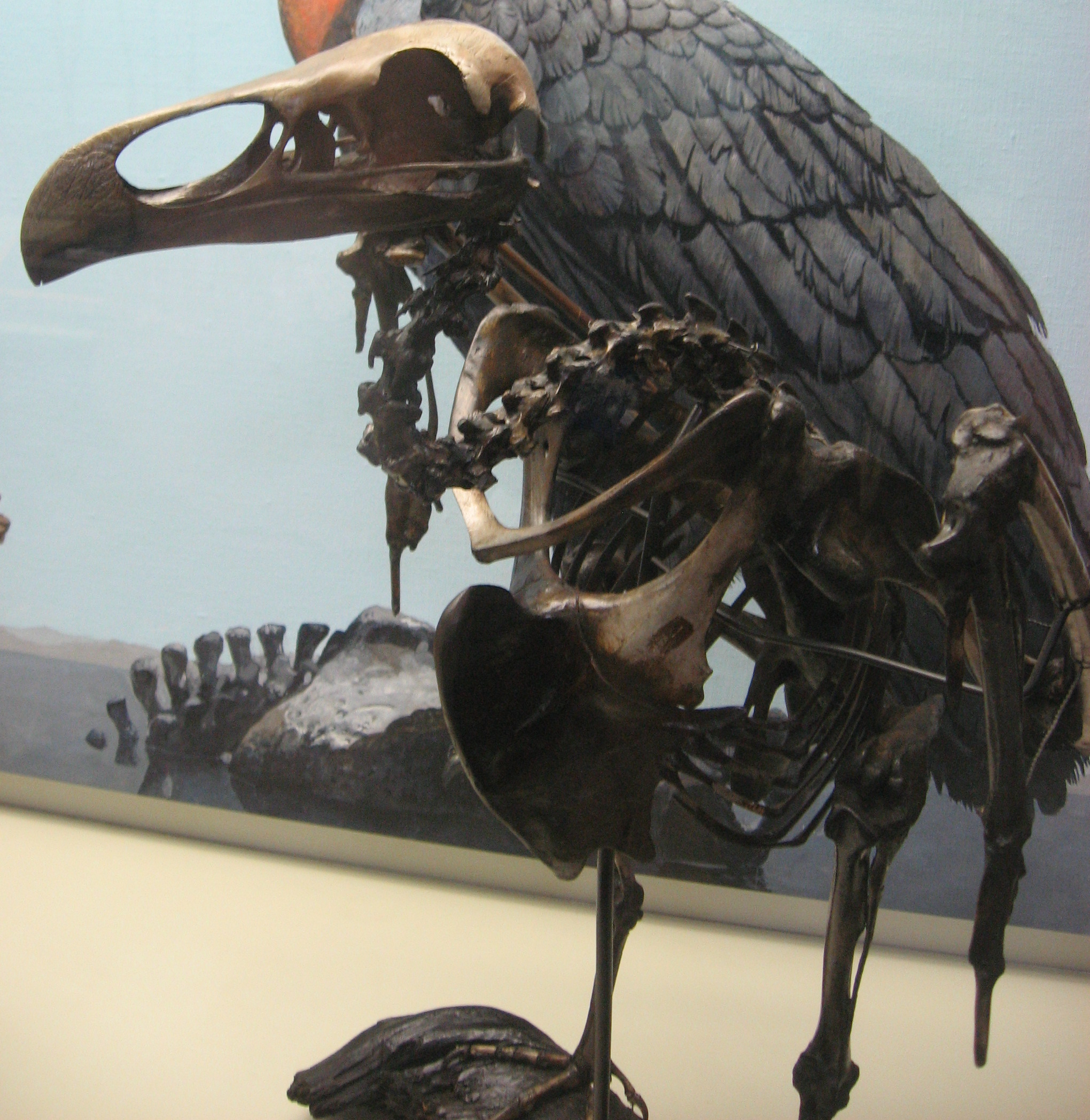
Наземная поза

Большой клюв тераторниса Мерриама позволяет предположить в нём более активного хищника, чем современные кондоры. Добыча размером с небольшого кролика поглощалась им более или менее целиком, тогда как падаль использовалась в пищу так же, как это делают грифы и кондоры. Предполагают, что большое количество костных останков в Ла-Брея принадлежат тераторнисам, которые слетались туда на трупы крупных животных, увязших в асфальте. Однако на основании анализа формы черепа и клюва сделаны были также предположения, что тераторнис Мерриама мог охотиться на рыбу. Ноги и когти тераторниса не так сильно развиты, как у орлов, что также говорит в пользу охоты на рыбу, подобно скопе.
Исчезновение вида связывают с климатическими изменениями в конце плейстоцена и последовавшими за ними перестройками в составе сообществ. В то же время могло сыграть свою роль влияние человека, в том числе и через изменение среды обитания. Вымирание мегафауны наземных позвоночных уменьшило кормовую базу тераторниса Мерриама, а в охоте на мелкую дичь он встречал конкуренцию со стороны ястребов и орлов. Более высокая численность популяции калифорнийского кондора и его более пластичное пищевое поведение позволило ему сохраниться до наших дней. На основании недавних исследований сделаны предположения, что кондоры питались в том числе и трупами морских млекопитающих на тихоокеанском побережье, тогда как тераторнисы использовали павших наземных животных, и, таким образом, с вымиранием мегафауны оказались лишены основного источника пищи.
Кости тераторниса Мерриама, найденные на стоянках людей, говорят о том, что птицы могли быть добычей для человека.